# Itinéraire de Jean Bricard
Itinéraire de Jean Bricard è un mediometraggio del 2008 diretto da Jean-Marie Straub. Si basa sul testo "Itinéraire de Jean Bricard" di Jean-Yves Petiteau.

## Trama
Jean Bricard, ex responsabile di una cava di sabbia, racconta la sua vita nella regione della Loira.